# یوزف نالبرچاک
یوزف نالبرچاک (لهستانی: Józef Nalberczak؛ زادهٔ ۹ ژانویه ۱۹۲۶–۱۸ دسامبر ۱۹۹۲) بازیگر اهل لهستان بود.
از فیلم‌ها یا مجموعه‌های تلویزیونی که وی در آن‌ها نقش داشته‌است، می‌توان به به‌دور از جاده، چهار تانکچی و یک سگ، خانه، وقتی منو بگیری باهام چکار می‌کنی؟، سربازان آزادی، به‌دور از جاده، صفر-هفت، به‌گوشم، چهل‌ساله، قماری بالاتر از زندگی، خاکستر و شب ژنرال‌ها اشاره نمود.